# Against Malaria Foundation
Against Malaria Foundation (AMF) — это благотворительная организация, основанная в Великобритании, которая организует раздачу инсектицидных сетей длительного пользования (ИСДП) в регионах, где распространена малярия; в основном, в Африке. По состоянию на апрель 2018 года, организация привлекла свыше $161 миллионов, и распространила или заключила договоры о распространении 70 миллионов ИСДП со времени её основания в 2004 году.